# 伯耆大山站
35°25′46″N 133°23′00″E / 35.4294664°N 133.3834219°E
伯耆大山站（日语：／ Hōkidaisen eki */?）是位於日本鳥取縣米子市蚊屋的西日本旅客鐵道（JR西日本）及日本貨物鐵道（JR貨物）鐵路車站。
2004年10月16日昇格為特急停車站，初時只有部份八雲號列車（7班下行與4班上行）停車，其他特急列車依舊直接通過不停站。，其後分別於2009年及2011年的3月時間表改正增加合共4班下行及2班上行的超級松風號列車停車，令所有於上午東行與下午西行的特急班次停車。
車站南口可眺望到海拔1,729公尺的中國地方第一高峰「大山」，因此於1911年從設站時站名「熊黨」更名為「大山」，在1917年更改為現今站名。

## 鐵道路線
西日本旅客鐵道
- 山陰本線

山陰本線在此站以東至城崎溫泉車站間路段為非電氣化、以西到西出雲車站間路段為電氣化。
- 伯備線

伯備線全線電氣化，正式終點是伯耆大山站，但是列車會直通運行至山陰本線米子站。

## 車站構造
月台為相對式1面1線、島式1面2線，總計2面3線。兩月台間由跨線橋連接。有供特急列車專用的月台。
貨物用留置線位於車站場内北側，有向王子製紙米子工場的專用線分岐。

### 月台配置
| 月台 | 路線                     | 方向 | 目的地               | 備註                             |
| ---- | ------------------------ | ---- | -------------------- | -------------------------------- |
| 1    | 山陰本線 （包括 伯備線） | 下行 | 米子、松江方向       | 通常的停靠列車在此月台。         |
| 2    | 山陰本線 （包括 伯備線） | 下行 | 米子、松江方向       | 停車列車只限一部分的普通、快速。 |
| 3    | 山陰本線                 | 上行 | 倉吉、鳥取方向       |                                  |
| 3    | 伯備線                   | 上行 | 根雨、新見、岡山方向 | 閘口的LED不顯示「岡山」。        |

## 車站周邊
- 日吉津村役場
- 巖郵局
- 日吉津郵局
- 日吉津下口簡易郵局
- 尾高郵局
- 山陰合同銀行（合銀）
- 米子警察署蚊屋駐在所
- 米子警察署上新印駐在所
- 米子警察署日吉津駐在所
- 米子松蔭高等學校
- 米子市日吉津村組合立箕蚊屋中學校
- 米子市立箕蚊屋小學校
- 日吉津村立日吉津小學校
- 鳥取縣立米子養護學校
- 吉之島日吉津店
- 山陰自動車道
- 米子自動車道
- 國道9號
- 國道431號
- 鳥取縣道24號米子大山線
- 鳥取縣道53號淀江岸本線
- 鳥取縣道160號福頼市山伯耆大山停車場線
- 鳥取縣道262號日吉津伯耆大山停車場線

## 历史
- 1902年12月1日 - 車站啟用，啟用初的站名為熊党。
- 1911年10月1日 - 改名大山。
- 1917年5月1日 - 改名伯耆大山。
- 1919年（大正8年）8月10日 - 伯備北線的伯耆大山至伯耆溝口間11.2公里路段完工通車。
- 1928年（昭和3年）10月25日 - 隨著備中川面至足立之間路段完工，伯備北線與伯備南線合併為伯備線。
- 1981年（昭和56年）12月 - 站房改建。
- 1987年（昭和62年）4月1日 - 因國鐵分割民營化，此站成為西日本旅客鐵道（JR西日本）及日本貨物鐵道（JR貨物）的車站。
- 1989年（平成元年）7月10日 - JR貨物開始處理在此站收發的貨櫃。
- 2015年（平成27年）3月14日 - 米子車站的貨物處理機能移至伯耆大山，在此站新設貨櫃專用月台及貨物列車停靠的路線開始啟用。
- 2016年（平成28年）12月17日 - 可使用電子票證ICOCA在此站乘車[1][2]。
- 2017年（平成29年）3月4日 - 此站綠色窗口的營業時間大幅縮短，僅6:45至19:50[3]。
- 2018年7月6日 - 因西日本豪雨，生山站至伯耆大山站暫時停駛列車[4]，直到7月8日恢復行駛[5]。

## 相鄰車站
西日本旅客鐵道
 山陰本線
淀江－伯耆大山－東山公園
 伯備線（伯耆大山－米子為山陰本線）
岸本－伯耆大山－東山公園

## 外部連結
- JR西日本（伯耆大山站）（页面存档备份，存于）（日語）